# هينريتش جيرارد
هينريتش جيرارد (بالألمانية: Heinrich Girard)‏ هو كاتب وجيولوجي ومؤلف ألماني، ولد في 2 يونيو 1814 في برلين في ألمانيا، وتوفي في 11 أبريل 1878 في هاله في ألمانيا.